# Zdzisław Malina
Zdzisław Malina (ur. 9 kwietnia 1924, zm. 14 grudnia 2014) – pułkownik Sił Zbrojnych Polskiej Rzeczypospolitej Ludowej, szef Wojsk Radiotechnicznych (1962-1968)

## Życiorys
W ludowym Wojsku Polskim od 1945 roku. W 1947 ukończył Oficerską Szkołę Łączności. Po jej ukończeniu w 1947 r. technik radiostacji doświadczalnej w Centralnej Składnicy i Warsztatach Łączności. W latach 1948–1949 w Wojskowym Instytucie Techniki – stażysta Ośrodka Badań Radiowych. Następnie przez pół roku w Sztabie Generalnym WP w III Oddziale jako pomocnik kierownika sekcji. W grudniu 1949 r. skierowany do Grupy Organizacyjno-Przygotowawczej Dowództwa Obrony Przeciwlotniczej (OPL) na stanowisko pomocnika szefa Wydziału Obrony Przeciwlotniczej. W latach 1950–1951 pomocnik szefa Wydziału Obserwacyjno-Meldunkowego ds. łączności radiowej. W latach 1951–1953 był pomocnikiem szefa Oddziału Obserwacyjno-Meldunkowego, a następnie do marca 1954 r. dowódcą Głównego Posterunku Obserwacyjno-Meldunkowego w Dowództwie Wojsk OPL OK. W latach 1954–1955 szef Oddziału Służby Obserwacyjno-Meldunkowej. W połączonym dowództwie Wojsk Lotniczych i Obrony Przeciwlotniczej Obszaru Kraj szef Oddziału Służby Obserwacyjno-Meldunkowej i Środków Radiotechnicznych, a następnie szef Oddziału Służby Radiotechnicznej (do 1959 roku). Po wyodrębnieniu dowództwa Wojsk Obrony Przeciwlotniczej Obszaru Kraju zastępca dowódcy Wojsk OPL OK i jednocześnie szef Inspektoratu Wojsk Radiotechnicznych, następnie szef sztabu Wojsk OPL OK. W 1962 r. ukończył studia w Akademii Sztabu Generalnego Sił Zbrojnych ZSRR im. K. Woroszyłowa w Moskwie i został pierwszym szefem Wojsk Radiotechnicznych w Dowództwie nowo utworzonych Wojsk Obrony Powietrznej Kraju. W 1969 oddelegowany do Sekretariatu Komitetu Obrony Kraju. Na emeryturę odszedł w 1985 ze stanowiska zastępcy szefa Sekretariatu Komitetu Obrony Kraju.
Pochowany na Cmentarzu w Bochni.